# Adolph Ebersköld
Adolph Ebersköld (före adlandet Ebers eller Ehbers, skrev sig själv Eberschildt), död mellan 1678 och 1684, var en svensk diplomat.
Adolph Ebersköld var av balttysk härstamning. 1644 fick han i uppdrag att övervaka återuppbyggnaden av svenska kronans handelsbyggnad Gästbovet i Novgorod och fungerade därefter som dess kommersefaktor och föreståndare. Hans uppgift var dels att stimulera handel mellan Sverige och Ryssland, dels att hindra Rysslands handel med andra Europeiska stater, särskilt med Lübeck. I samband med det stora upproret 1650 misshandlades Ebersköld. Han befann sig 1656 i Moskva då Gustaf Bielke fängslades och fick under två år dela dennes fångenskap på ett gods utanför staden. Han deltog därefter med Bielke i framförhandlandet av stilleståndet i Vallisaari 28 december 1658. Därefter reste han till Sverige för att uppsöka Karl X Gustav och fick under sommaren besked att han skulle efterträda Johan de Rode som svensk kommissarie i Mosva. På grund av kriget dröjde dock utnämningen till våren 1660. Då han anlände till ryska gränsen vägrades han dock först i Narva inresa i landet och senare i Novgorod tillträde till det svenska handelshuset och erkännande som kommissarie. Han återvände till Sverige och deltog som subdelegerad vid fredsförhandlingarna i Kardis 1661 och kunde därefter obehindrat tillträda sin post som kommissarie i Moskva 1662.
Ebersköld blev illa omtyckt i Ryssland på grund av det spioneri han bedrev för Sveriges räkning. Han indrogs i intriger där han själv anklagades för att ha lämnat uppgifter till ryssarna, och 1665 återkallades han till Sverige. 1666 var han förordnad att delta i underhandlingarna om de ryska gränstraktaten och adlades samma år. I november 1666 utsågs han till resident i Moskva och återvände året därpå dit, men utvisades åter 1669 sedan tsaren beslutat sig för att inte tolerera utländska residenter i landet. Som envoyé avsändes han åter dit 1671 och blev kvar till 1674, innan han återvände till Stockholm. Var han befann sig sista åren är okänt, men 1678 var han fadder åt ett barn i Nyen.